# Garibaldi-Lagunilla (estación)
Garibaldi/Lagunilla es una de las estaciones que forman parte del Metro de Ciudad de México, es la correspondencia de la Línea 8 y la Línea B, siendo la terminal norte de la primera. Se ubica en el centro de la Ciudad de México, en la alcaldía Cuauhtémoc.

## Información general
La estación Garibaldi debe su nombre a la conocida Plaza Garibaldi, famosa por ser lugar de reunión de los mariachis, por lo que el emblema o logotipo de la estación está formado por una guitarra y un sarape, que rememora a estos tradicionales grupos de música mexicana. La Plaza Garibaldi es una importante atracción turística de la ciudad, rodeada de bares, restaurantes y centros nocturnos frecuentados por turistas, así mismo, cerca a la estación se encuentra el conocido Teatro Blanquita.
Debido a su posición céntrica, Garibaldi presenta una gran demanda de usuarios a todas horas, y asimismo la convierte en una de las estaciones de transferencia más concurridas de la red.
En 2009, Garibaldi tuvo un cambio de nombre, cuando se le agregó el segundo nombre de Lagunilla, para denotar sus cercanías con el mercado del mismo nombre. Tanto el símbolo así como la estación continua a Línea B no sufrieron cambios por esta situación.

### Terminal Provisional

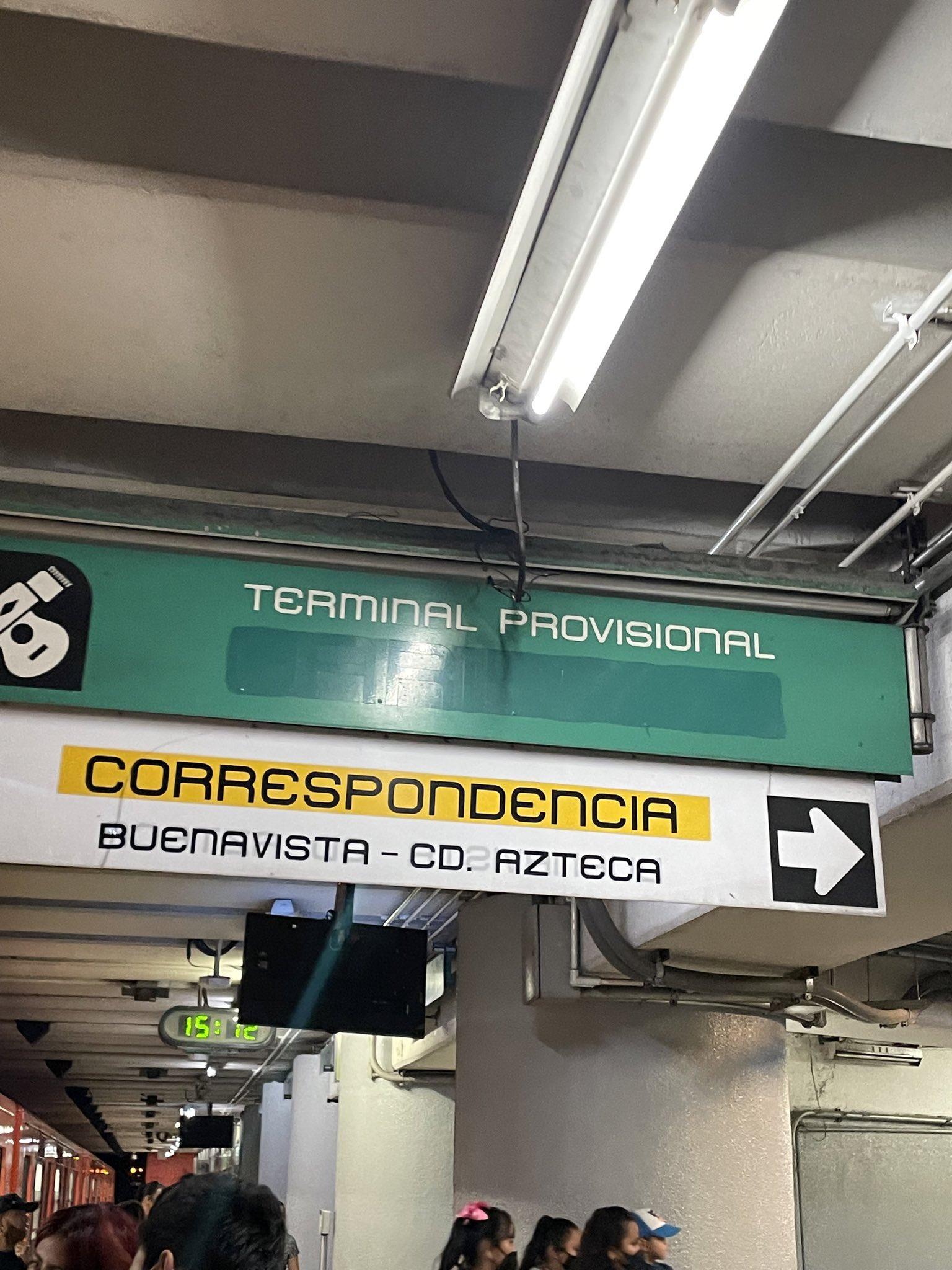
Letrero dentro del andén de la estación Garibaldi indicando que es una Terminal Provisional.

En un principio, Garibaldi nunca fue planeado como estación final de la línea, el proyecto indicaba que la terminal sería Indios Verdes, haciendo correspondencia con la estación del mismo nombre de la Línea 3. Al momento de la inauguración, y por varios años, Garibaldi fue establecida como Terminal Provisional.

### Instalaciones
La estación Garibaldi cuenta además con cibercentro y sus instalaciones están adaptadas para usuarios con discapacidad.

## Patrimonio

### Murales
La estación exhibe un mural del artista gráfico mexicano radicado en San Diego Gerardo Yépiz "Acamonchi". Con motivo del centenario del escritor mexicano José Revueltas fue unaugurado el 20 de noviembre un mural conmemorativo realizado por los artistas Blacksay, Mamboska, C. Hackoe A.S., Nat, Zebedeo y Padaone. Con este acto se dieron por concluidas las celebraciones de los centenarios de los escritores mexicanos Octavio Paz, Efraín Huerta y José Revueltas.

## Afluencia

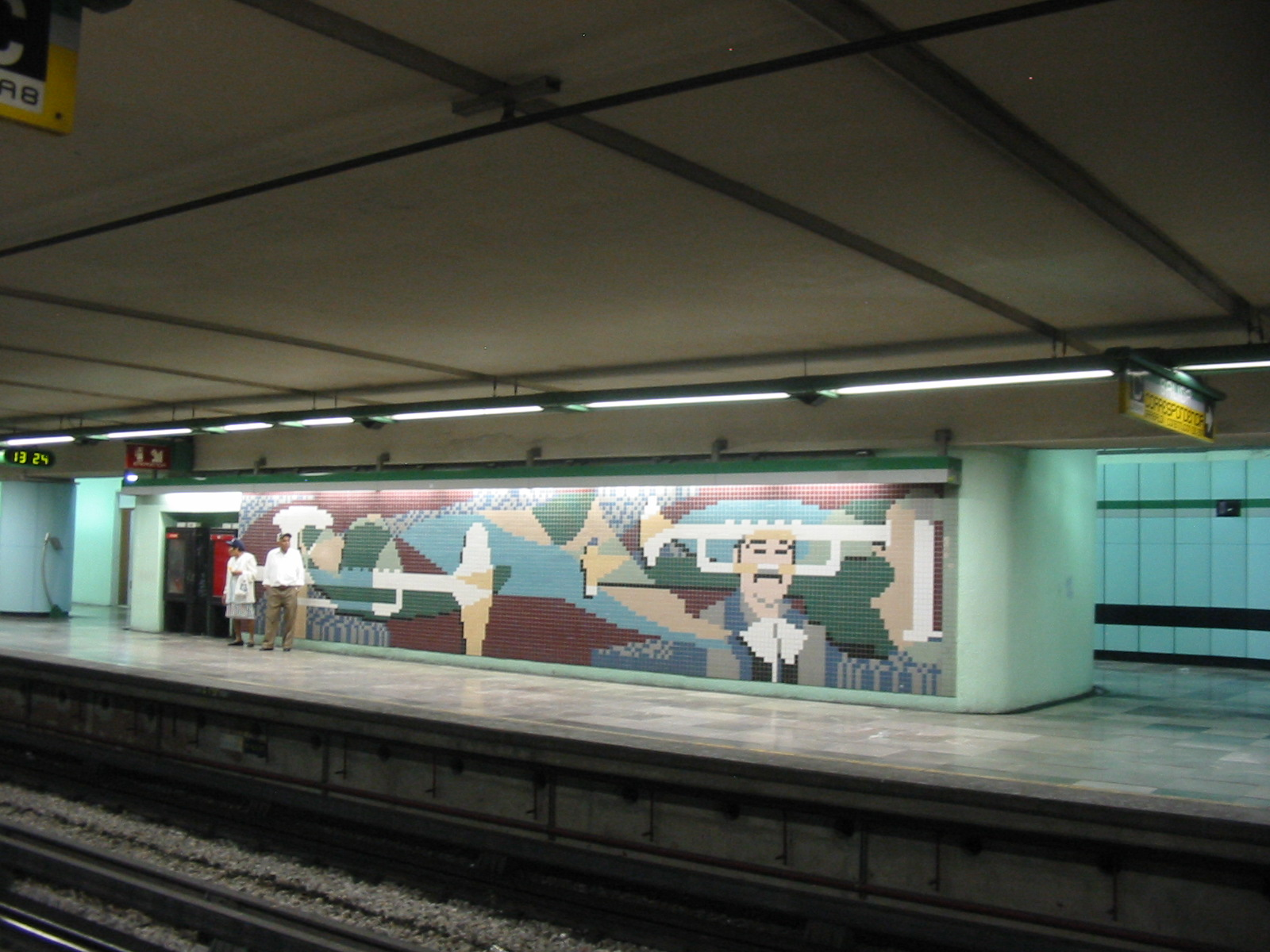
Murales en la estación de línea B.

En su correspondencia con la línea B el número total de usuarios para 2014 fue de 6,862,562 usuarios, el número de usuarios promedio para el mismo año fue el siguiente:
| Tipo de día   | Afluencia promedio "Línea B" |
| ------------- | ---------------------------- |
| Día festivo   | 14,115                       |
| Día laboral   | 27,246                       |
| Fin de semana | 24,964                       |
| Anual         | 19,324                       |

Las siguientes tablas muestran la afluencia de la estación (por línea) en los últimos 10 años:
| Afluencia Anual de Pasajeros (Línea 8) | Afluencia Anual de Pasajeros (Línea 8) | Afluencia Anual de Pasajeros (Línea 8) | Afluencia Anual de Pasajeros (Línea 8) | Afluencia Anual de Pasajeros (Línea 8) | Afluencia Anual de Pasajeros (Línea 8) |
| -------------------------------------- | -------------------------------------- | -------------------------------------- | -------------------------------------- | -------------------------------------- | -------------------------------------- |
| Año                                    | Afluencia                              | A Diario                               | Ranking                                | Incremento                             | Ref.                                   |
| 2023                                   | 6,818,805                              | 18,681                                 | 61°/195                                | +24.77%                                | [ 4 ]                                  |
| 2022                                   | 5,465,005                              | 14,972                                 | 75°/175                                | +58.89%                                | [ 5 ]                                  |
| 2021                                   | 3,439,579                              | 9,423                                  | 89°/195                                | -6.69%                                 | [ 6 ]                                  |
| 2020                                   | 3,686,006                              | 10,071                                 | 101°/195                               | -41.54%                                | [ 7 ]                                  |
| 2019                                   | 6,304,770                              | 17,273                                 | 107°/195                               | +1.33%                                 | [ 8 ]                                  |
| 2018                                   | 6,222,033                              | 17,046                                 | 107°/195                               | -4.40%                                 | [ 9 ]                                  |
| 2017                                   | 6,508,152                              | 17,830                                 | 98°/195                                | -3.30%                                 | [ 10 ]                                 |
| 2016                                   | 6,730,025                              | 18,388                                 | 98°/195                                | -5.75%                                 | [ 11 ]                                 |
| 2015                                   | 7,140,554                              | 19,563                                 | 90°/195                                | -10.58%                                | [ 12 ]                                 |
| 2014                                   | 7,985,645                              | 21,878                                 | 76°/195                                | +2.93%                                 | [ 13 ]                                 |

| Afluencia Anual de Pasajeros (Línea B) | Afluencia Anual de Pasajeros (Línea B) | Afluencia Anual de Pasajeros (Línea B) | Afluencia Anual de Pasajeros (Línea B) | Afluencia Anual de Pasajeros (Línea B) | Afluencia Anual de Pasajeros (Línea B) |
| -------------------------------------- | -------------------------------------- | -------------------------------------- | -------------------------------------- | -------------------------------------- | -------------------------------------- |
| Año                                    | Afluencia                              | A Diario                               | Ranking                                | Incremento                             | Ref.                                   |
| 2023                                   | 2,389,968                              | 6,547                                  | 146°/195                               | +8.07%                                 | [ 4 ]                                  |
| 2022                                   | 2,211,440                              | 6,058                                  | 146°/175                               | +62.16%                                | [ 5 ]                                  |
| 2021                                   | 1,363,736                              | 3,736                                  | 160°/195                               | -7.73%                                 | [ 14 ]                                 |
| 2020                                   | 1,477,917                              | 4,038                                  | 169°/195                               | -45.46%                                | [ 15 ]                                 |
| 2019                                   | 2,709,631                              | 7,423                                  | 173°/195                               | +0.56%                                 | [ 16 ]                                 |
| 2018                                   | 2,694,474                              | 7,382                                  | 172°/195                               | +13.70%                                | [ 17 ]                                 |
| 2017                                   | 2,369,784                              | 6,492                                  | 175°/195                               | -13.39%                                | [ 18 ]                                 |
| 2016                                   | 2,736,070                              | 7,475                                  | 170°/195                               | -9.43%                                 | [ 19 ]                                 |
| 2015                                   | 3,021,066                              | 8,276                                  | 151°/195                               | -0.38%                                 | [ 20 ]                                 |
| 2014                                   | 3,032,460                              | 8,308                                  | 152°/195                               | -9.01%                                 | [ 21 ]                                 |

## Conectividad

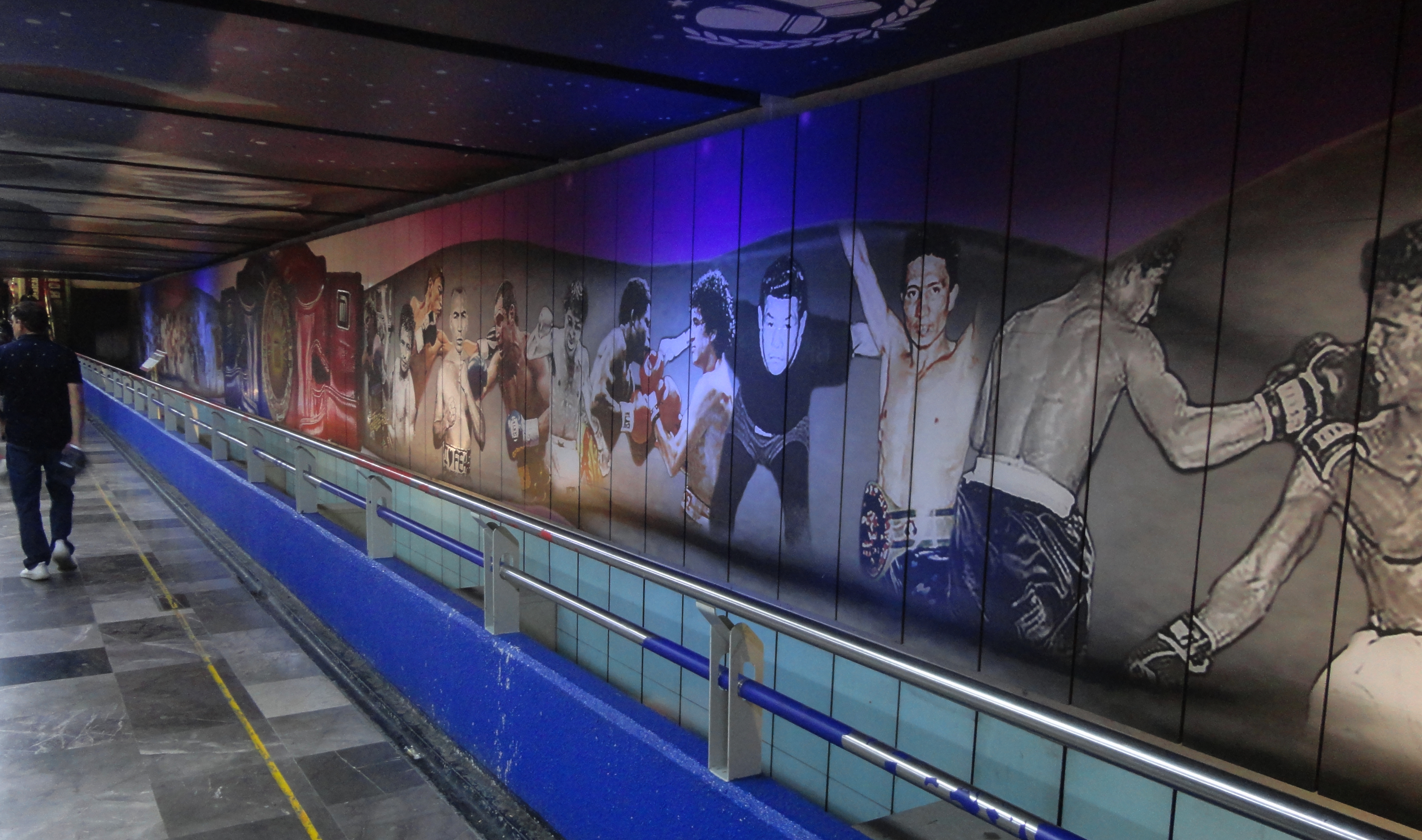
Exposición permanente "Ídolos del Boxeo Mexicano".

### Salidas
- Por línea 8 al nororiente: Avenida Paseo de la Reforma y Eje 1 Norte Av. Ignacio López Rayón, Colonia Guerrero.
- Por línea 8 al suroriente: Avenida Paseo de la Reforma y Eje 1 Norte Av. Ignacio López Rayón, Colonia Guerrero.
- Por línea 8 al norponiente: Avenida Paseo de la Reforma y Eje 1 Norte Av. Mosqueta, Colonia Centro.
- Por línea 8 al nororiente: Eje Central Lázaro Cárdenas y Av. Paseo de la Reforma, Colonia Morelos.
- Por línea B al norte: Eje 1 Norte Av. Ignacio López Rayón, Colonia Morelos.
- Por línea B al sur: Eje 1 Norte Av. Ignacio López Rayón y calle Allende Sur, Colonia Morelos.

### Conexiones
Existe conexión con la línea 5 del Trolebús.

## Sitios de interés
- Teatro Blanquita
- Plaza Garibaldi